# Cartas literarias a una mujer
Cartas literarias a una mujer es una obra en prosa de Gustavo Adolfo Bécquer formada por cuatro cartas publicadas en el periódico El Contemporáneo en otras tantas entregas: el 20 de diciembre de 1860, 8 de enero y 4 y 23 de abril de 1861. A pesar de su brevedad ha sido considerada por estudiosos de su obra, como Rafael Montesinos como la base de la razón poética de Bécquer.
Siguiendo un modelo de literatura epistolar plantean un diálogo ficticio con una mujer, en el que Bécquer va desgranando su teoría sobre lo que es la poesía, los sentimientos, el amor... Especialmente conocida es la pregunta que el poeta formula ya al inicio de la Carta I:

“-¿Qué es la poesía?”

-¿Qué es poesía?- me dices mientras clavas

en mi pupila tu pupila azul;

¿Qué es poesía? ¿Y tú me lo preguntas?

Poesía... ¡eres tú!

Estos imaginarios diálogos, a priori sencillos, toman en ocasiones cuerpo de reflexiones con mayor consistencia filosófica, en torno al binomio “sentir y pensar” ya enunciado por los poetas metafísicos del
siglo xvii, la filosofía sensista predecesora del Romanticismo y que sería luego heredada por Miguel de Unamuno; así ocurre cuando escribe.

Antes de ahora te lo he dicho. Yo nada sé, nada he estudiado, he leído un poco, he sentido bastante, y he pensado mucho, aunque no acertaré a decir si bien o mal. Como sólo de lo que he sentido y pensado he de hablarte, te bastará sentir y pensar para comprenderme.

Publicadas con anterioridad al conjunto de la obra poética de Bécquer, las Rimas, tienen en opinión de algunos críticos cierta unidad con ellas.